# Lilleø (Ertholmene)
Lilleø (del danés, pequeña isla) es, en efecto, una pequeña isla perteneciente al archipiélago danés de Ertholmene, el territorio más oriental de aquel país. La isla de Lilleø se encuentra ubicada al sudeste de la de Frederiksø, y actualmente se encuentra deshabitada.
- Datos: Q5976412